# 黄楊鈿甜
黄楊 鈿甜（ホアンヤン・ティエンティエン、ホアンヤン・ディエンティエン、英語：Huang Yang Tiantian；ピンイン：Huángyáng Tiántián、2007年7月9日 - ）は、中国の女優。中国四川省滎経県出身。中国広東省深圳市生まれ。父は公務員だった。2017年6月、時代劇『楚喬伝 〜いばらに咲く花〜』でヒロインの楚喬の子供時代を演じ、俳優デビューした。

## 主な作品

### ドラマ・ネットドラマ
| 放送年 | ドラマ名                          | キャラクター           | 備考                 |
| 2017年 | 楚喬伝 〜いばらに咲く花〜         | 楚喬（少女）           |                      |
| 2017年 | 麗姫と始皇帝〜月下の誓い〜        | 公孫麗（少女）         |                      |
| 2017年 | 琅琊榜〈弐〉〜風雲来る長林軍〜    | 林奚（少女）           |                      |
| 2018年 | 如懿伝 〜紫禁城に散る宿命の王妃〜 | 如懿・青桜（少女）     |                      |
| 2018年 | 大唐見聞録 皇国への使者           | 小南                   | ネットドラマ         |
| 未放送 | 絶密者                            | 金皓東の姉（子供時代） | 2018年撮影           |
| 2019年 | 聴雪楼 愛と復讐の剣客             | 舒靖容・青冥（少女）   |                      |
| 2019年 | 築夢情緣                          | 傅函君（少女）         |                      |
| 2019年 | 我的機器人男友                    | 汪雨菲（少女）         |                      |
| 2019年 | 大明皇妃 -Empress of the Ming-    | 孫若微（少女）         |                      |
| 2020年 | 我愛甜甜圈第一季                  | 甜甜圈                 |                      |
| 2020年 | 成化十四年〜都に咲く秘密〜        | 冬児                   |                      |
| 2020年 | 重啓之極海聽雷第一期              | 少女                   | ネットドラマ         |
| 2020年 | 狼殿下-Fate of Love‐              | 紅児                   |                      |
| 2021年 | 長歌行                            | 珍珠                   |                      |
| 2021年 | 理想照耀中國                      | 八妹                   | 單元《守護》         |
| 2021年 | 壯志高飛                          | 呉迪（子供時代）       | 2017年撮影           |
| 2021年 | 美好的日子                        | 奮闘                   |                      |
| 2021年 | 玉楼春〜君に詠むロマンス〜        | 孫小仙                 |                      |
| 2022年 | 新仙劍奇俠傳之揮劍問情            | 趙霊児                 | ネットショートドラマ |
| 2022年 | 氷雨火                            | 楊玲（少女）           |                      |
| 2023年 | 那些回不去的年少时光              | 羅瑗瑗                 | ネットドラマ         |
| 2023年 | 虎鶴妖師録                        | 祁嫣然（少女）         | ネットドラマ         |
| 2024年 | 寧安王と囚われの姫                | 蘇琴                   | ネットショートドラマ |
| 2024年 | 明日有晴天                        | 路語晴                 |                      |
| 2025年 | 致1999年的自己                    | 銭佳玥                 |                      |
| 2025年 | 五福の娘たち                      | 楽善                   |                      |
| 待播   | 山河表里                          | 花骨朵                 |                      |
| 待播   | 人魚                              | 蘇琳                   |                      |
| 待播   | 楚乔：冰湖重生                    | 楚乔                   |                      |

### 映画
| 上映年 | 映画名           | キャラクター |
| 2022年 | 外太空的莫扎特   | 丁潔霊       |
| 2022年 | 世界上最愛我的人 | 江暁魚       |

## テレビ番組
| 放送時間     | 番組名       | 放送局     |
| 2016年1月    | 中華文明之美 | 湖南テレビ |
| 2016年12月   | 零零大冒險   | 中央テレビ |
| 2018年7月8日 | 瘋狂的麥咭   | 湖南テレビ |

## 不祥事
2025年5月、黄楊鈿甜が成人礼の記念写真で約4000万円相当とされる高級イヤリングを着用し、話題となった。このイヤリングは英ブランド「GRAFF」のもので、ネット上では「家庭の収入と不釣り合い」との批判が殺到。特に父親・楊偉が元公務員であることから疑念が深まり、2008年の四川大地震後の義援金使途不明問題との関連も指摘された。楊偉は5月16日、「イヤリングは偽物」と弁明したが、その信憑性には疑問が残る。